# Uraecha longzhouensis
Uraecha longzhouensis là một loài bọ cánh cứng trong họ Cerambycidae.